# Back to Basics

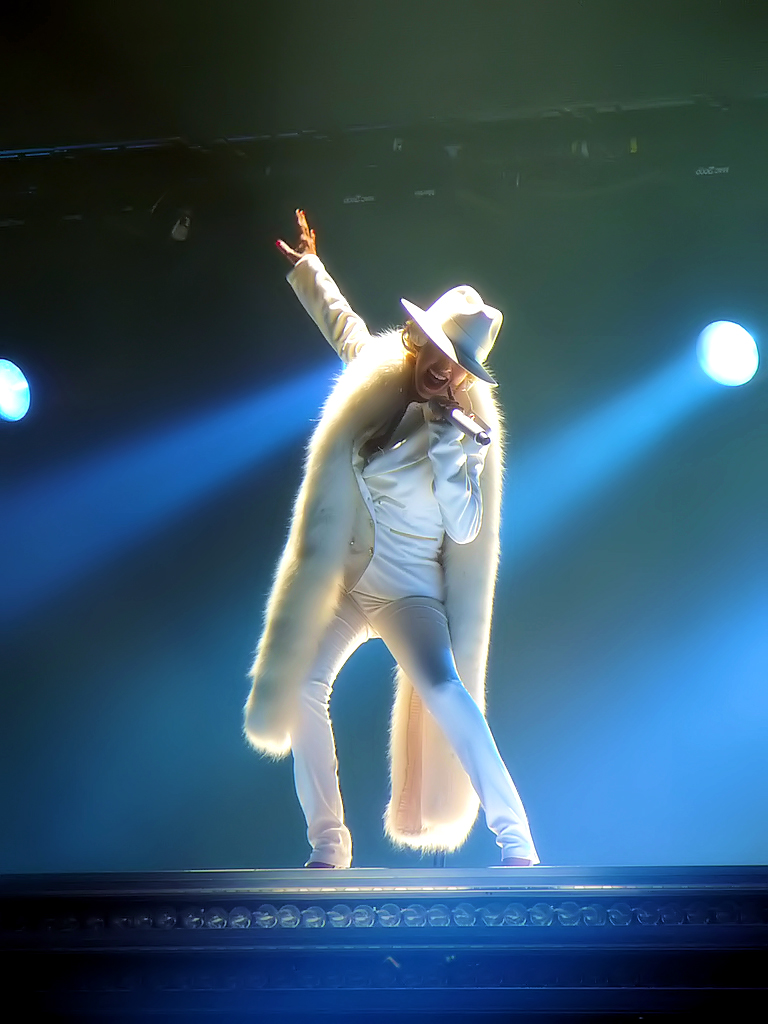
Aguilera zingt Ain't No Other Man tijdens de Back to Basics tour

Back to Basics is het derde Engelstalige album van de Amerikaanse zangeres Christina Aguilera. Het album verscheen voor het eerst op 9 augustus 2006 in Japan. Europa volgde op 14 augustus en tot slot Amerika en de rest van de wereld op 15 augustus 2006. Het album was twee weken voor de verschijningsdatum al uitgelekt op internet.
Christina Aguilera heeft altijd bij elk album haar imago en muzikale stijl veranderd. Met het album Back to Basics veranderde haar muziekstijl van de lichte rock van Stripped naar op soul en jazz geïnspireerde muziek. Ze werkte voor het eerst met DJ Premier, Kwame en Mark Ronson, allen hiphopproducer. Ook werkte ze weer samen met Linda Perry, die ook had meegewerkt aan haar voorgaande album, Stripped, in 2002. Tijdens de MTV TRL Awards in februari 2006 liet ze een voorproefje van haar album horen: ze bracht "Ain't No Other Man", de intro van het album Back to Basics en "Candyman" ten gehore.
De eerste single van het nieuwe album was "Ain't No Other Man". Deze single bereikte de nummer 6 van de U.S. Billboard Top 100. De single lekte op 1 juli uit op de radio en internet. Sony BMG besloot daarom de single een paar dagen eerder uit te brengen dan de bedoeling was geweest. De muziekvideo werd begin mei opgenomen in Los Angeles en ging op 21 juni in première bij de zender MTV.
Back to Basics is een dubbelalbum. De eerste cd bevat nummers met jarentwintigelementen, op de tweede cd staan de nummers die Aguilera alleen met Linda Perry gedaan heeft. Op het album staat een nummer getiteld "Still Dirrty", waarmee ze aangaf dat ze nog steeds dezelfde persoon was als bij haar vorige album en vooral bij haar single "Dirrty". De melodie was oorspronkelijk bedoeld voor gebruik in "Dirrty", maar haalde de eindsingle niet. Een opmerkelijk nummer op het album is "F.U.S.S.", wat staat voor "F*** U Scott Storch. Scott Storch is een bekende producer, die verantwoordelijk is voor hits van Mario, P!nk, 50 Cent en Beyoncé, en die meeschreef aan de nummers "Walk Away", "Can't Hold Us Down", "Infatuation", "Fighter", "Loving Me 4 Me" en "Underappreciated" op Stripped.
Op 19 juli 2006 bracht Sony BMG clips van 30 seconden van alle nummers van het album uit. Op 2 augustus 2006 lekte het hele album uit op internet.
MTV kondigde aan dat "Candyman" de tweede single van het album zou worden, maar RCA liet een tijd later weten dat "Hurt" toch de tweede single zou worden.
In oktober 2006 begon Christina aan haar Back To Basics Tour, waarmee ze ook Nederland en België aandeed.

## Hitlijsten
Aguilera's album haalde in dezelfde week de nummer 1-positie in het Verenigd Koninkrijk, Duitsland, Nederland, Australië en Ierland. Naar schatting werden er in de Verenigde Staten 350.000 tot 360.000 albums verkocht, hetgeen inhield dat Back to Basics ook op de Billboard op nummer 1 zou binnenkomen. Begin 2007 waren er al meer dan 3 miljoen exemplaren verkocht en werd de cd in de VS als platina bestempeld. Een jaar na verschijnen waren er meer dan 4 miljoen exemplaren verkocht, wat in de VS dubbelplatina betekende.

## Nummers
cd 1
1. "Intro (Back to Basics)" — 1:47
2. "Makes Me Wanna Pray" — 4:10
3. "Back in the Day" — 4:13
4. "Ain't No Other Man — 3:49
5. "Understand" — 3:46
6. "Slow Down Baby" — 3:29
7. "Oh Mother" — 3:46
8. "F.U.S.S (Interlude)" — 2:21
9. "On Our Way" — 3:36
10. "Without You" — 3:56
11. "Still Dirrty" — 3:46
12. "Here to Stay" — 3:19
13. "Thank You (Dedication To Fans...)" — 4:59

cd 2
1. "Enter the Circus" — 1:42
2. "Welcome" — 2:42
3. "Candyman" — 3:14
4. "Nasty Naughty Boy" — 4:45
5. "I Got Trouble" — 3:42
6. "Hurt" — 4:03
7. "Mercy on Me" — 4:33
8. "Save Me from Myself" — 3:13
9. "The Right Man" — 3:51
10. "Back to Basics" (making of) — 10:07

## Singles
1. "Ain't No Other Man"
2. "Hurt"
3. "Candyman"
4. "Slow Down Baby" (uitgebracht in Australië en Azië)
5. "Oh Mother" (uitgebracht in Europa)

## Hitlijsten
| Album met eventuele hitnotering(en) in de Nederlandse Album Top 100 | Datum van verschijnen | Datum van binnenkomst | Hoogste positie | Aantal weken | Opmerkingen |
| ------------------------------------------------------------------- | --------------------- | --------------------- | --------------- | ------------ | ----------- |
| Back to Basics                                                      | 15-08-2006            | 19-08-2006            | 1(1wk)          | 45           |             |

| Single met eventuele hitnotering(en) in de Nederlandse Top 40 | Datum van verschijnen | Datum van binnenkomst | Hoogste positie | Aantal weken | Opmerkingen |
| ------------------------------------------------------------- | --------------------- | --------------------- | --------------- | ------------ | ----------- |
| Ain't No Other Man                                            | 2006                  | 08-07-2006            | 12              | 13           | Alarmschijf |
| Hurt                                                          | 2006                  | 28-10-2006            | 2               | 20           | Alarmschijf |
| Candyman                                                      | 2007                  | 05-05-2007            | 12              | 7            |             |
| Oh Mother                                                     | 2007                  | 06-10-2007            | tip12           | -            |             |

Studioalbums: Christina Aguilera · Stripped · Back to Basics · Bionic

Andere albums: Mi Reflejo · My kind of Christmas · Just Be Free · Keeps Gettin' Better: A Decade of Hits

Singles (in Nederland): "Genie in a Bottle" · "What a Girl Wants" · "I Turn to You" · "Come On Over Baby (All I Want Is You)" · "Nobody Wants to Be Lonely" · "Lady Marmalade" · "Dirrty" · "Beautiful" · "Fighter" · "Can't Hold Us Down" · "The Voice Within" · "Car Wash" · "Tilt Ya Head Back" · "Ain't No Other Man" · "Hurt" · "Tell Me" · "Candyman" · "Oh Mother" · "Keeps Gettin' Better"

Zie ook: Discografie · RCA Records